# Ižkovce
Ižkovce és un poble i municipi d'Eslovàquia. Es troba a la regió de Košice, a l'est del país. El 2017 tenia 99 habitants.

## Història
La primera referència escrita de la vila data del 1297.

## Demografia
| Godina             | 1994 | 2004   | 2014   | 2024   |
| ------------------ | ---- | ------ | ------ | ------ |
| Nombre de persones | 107  | 113    | 102    | 92     |
| Diferència         |      | +5,60% | −9,73% | −9,80% |

| Godina             | 2023 | 2024 |
| ------------------ | ---- | ---- |
| Nombre de persones | 92   | 92   |
| Diferència         |      | +0%  |